# Amisha Carter
Amisha Carter, née le 21 juin 1982 à Oakland (Californie) est une joueuse de basket-ball américaine.

## Biographie
Formée à Louisiana Tech, elle est draftée en 2004 (17e choix par le Liberty de New York) mais n'a qu'un rôle anecdotique en WNBA. Elle débute en Espagne pour Canoe, fait un premier passage en National Women's Basketball League (NWBL) avec les Spiders de San José. En 2005-2006, elle commence la saison en Israël puis la finit à Košice, club qui remporte le titre national slovaque. Elle revient en NWBL à Legacy de San Francisco, puis joue trois rencontres à Riga. Elle soigne ensuite une blessure qui la tient éloignée des terrains près d'un an. Elle passe la saison suivante en Turquie à Burhaniye, puis trois saisons en Pologne à Polkowice avant de rejoindre la France pour évoluer avec le club de Saint-Amand Hainaut Basket. Dans le Pas-de-Calais, elle réalise en moyenne 18,3 points et 9,8 rebonds, puis signe à l'été 2012 chez le promu turc Edremit Belediyesi.
Elle fait son retour en Pologne pour la saison 2013-2014 à Artego Bydgoszcz. Ses 14,9 points et 9,4 rebonds de moyenne lui valent un renouvellement de contrat.

## Palmarès
- AP All-American honorable mention 2004
- Joueuse de l'année de la Western Athletic Conference (WAC) 2004
- Premier cinq de la Western Athletic Conference 2004
- Premier cinq défensif de la Western Athletic Conference 2004
- Championne de Slovaquie 2006
- Premier cinq du championnat slovaque 2006
- Sélectionnée au All-Star Game du Championnat de Pologne (Polska Liga Koszykówki Kobiet, PLKK) 2010 et 2011
- Meilleure étrangère de la PLLK 2010
- Premier cinq de la PLKK 2010, 2011
- demi-finaliste de la PLKK 2010
- Finaliste de la PLKK 2011